# Alepocephalus blanfordii
Alepocephalus blanfordii is een  straalvinnige vissensoort uit de familie van gladkopvissen (Alepocephalidae). De wetenschappelijke naam van de soort is voor het eerst geldig gepubliceerd in 1892 door Alcock.